# عبرة فاوست
عبرة فاوست أو فاوست (بالتشيكي : Faust) هو فيلم من إخراج السيريالي يان شفانكماير عام 1994. من بطولة الممثل بيتر شبيك. لا يربط الفيلم أسطورة دكتور فاوست بدقة وفقًا للأصل بدلاً من استعارة ومزج عناصر من قصة 1808 كما رواها يوهان غوته. 1598-1592 بواسطة كريستوفر مارلو مع عمليات الترحيل السري الشعبي التقليدية.

## القصة
يتم طرح الفيلم بطريقة سيريالية ليوضح لنا الصفات الأنانية التي تكون عند البشر مثل: الشهوة وعدم الصبر على الملذات وعدم الوفاء بالوعود التي نأخذها والكثير من الأفكار الفلسفية.

## الجوائز
عُرض الفيلم في قسم جائزة نظرة ما في مهرجان كان السينمائي عام 1994، وفي مهرجان ككسكمت لأفلام الرسوم المتحركة الرابع حيث فاز بجائزة الجمهور البالغ. كما فاز بجائزة النقاد التشيك لأفضل فيلم رسوم متحركة، وثلاثة أسود تشيكي، بينما تم ترشيحه لأربعة آخرين. في مهرجان كارلوفي فاري السينمائي الدولي التاسع والعشرين، تم ترشيحه لجائزة كريستال جلوب وفاز بجائزة لجنة التحكيم الخاصة.

## وصلات خارجية
- عبرة_فاوست على موقع IMDb (الإنجليزية)
- عبرة_فاوست على موقع الموسوعة البريطانية (الإنجليزية)
- عبرة_فاوست على موقع روتن توميتوز (الإنجليزية)
- عبرة_فاوست على موقع نتفليكس (الإنجليزية)
- عبرة_فاوست على موقع ألو سيني (الفرنسية)
- عبرة_فاوست على موقع Turner Classic Movies (الإنجليزية)
- عبرة_فاوست على موقع أول موفي (الإنجليزية)
- عبرة_فاوست على موقع فيلمافينيتي (الإسبانية)
- عبرة_فاوست على موقع قاعدة بيانات الفيلم (الإنجليزية)
- عبرة_فاوست على موقع ليتربوكسد (الإنجليزية)